# Sorpetalsperre
Die Sorpetalsperre ist eine der größeren Talsperren in Deutschland und die fünftgrößte in Nordrhein-Westfalen. Seit 1935 staut sie südwestlich von Arnsberg mit einem Damm das Wasser der Sorpe zum Sorpesee, dem tiefsten Stausee im Sauerland. Gelegen im Norden des Naturparks Sauerland-Rothaargebirge gehört die auch kurz nur Sorpe genannte Talsperre dem Ruhrverband in Essen, der insgesamt acht Talsperren betreibt und damit im Westlichen die Stabilisierung und Niedrigwasseraufhöhung der Ruhr vornimmt.

## Bau der Talsperre
Die Ruhr bildet einen wesentlichen Stützpfeiler zur Wasserversorgung des Ruhrgebiets, denn die Wasserwerke an der Ruhr entnehmen Wasser aus der Ruhr und reichern damit nach Vorreinigung das Grundwasser an, das anschließend zu Trinkwasser aufbereitet wird. Zur Sicherung einer ausreichenden Wasserführung der Ruhr gründeten die Besitzer der Wasserwerke und Triebwerke 1899 den Ruhrtalsperrenverein (RTV), um den Bau von Talsperren im Sauerland zu unterstützen. Erste eigene Talsperre war 1912 die Möhnetalsperre.
Der steigende Wasserbedarf in den 1920er Jahren mit der Trockenperiode 1920/21 veranlassten den RTV zum Bau einer weiteren Talsperre im Sorpetal. Die Sorpe ist ein Nebenfluss der Röhr, die bei Arnsberg-Hüsten in die Ruhr mündet. Für den Bau der Sperre erhielt die Bahnstrecke Neheim-Hüsten–Sundern ein Stichgleis zum geplanten Sorpedamm. Über ein neu gebautes Viadukt zogen Dampflokomotiven der Röhrtalbahn schwere Bauzüge mit insgesamt über 300.000 Tonnen Baumaterial zur Baustelle, die von 1926 bis 1935 die größte Baustelle Europas war.
Als Sperrbauwerk wurde erstmals in Nordrhein-Westfalen ein Staudamm mit Kerndichtung errichtet, die den Damm in einen wasserseitigen Dichtkörper und einen luftseitigen Stützkörper teilt. Die schlanke Kernmauer aus Beton zwischen Felssohle und Dammkrone stützt die davor liegende Lehmdichtung, die 1996 im oberen Teil durch eine zusätzliche Dichtwand ergänzt wurde. Im unteren Teil der Kernmauer verläuft über die gesamte Talbreite von Hang zu Hang ein Kontrollstollen. In diesen münden Sickerstränge aus dem Betonkern und der Sohlentwässerung, damit die Dichtigkeit des Damms überwacht werden kann. Der Damm besitzt ein Volumen von fast 3,4 Millionen Kubikmetern. Bei einer Kronenlänge von ca. 700 Metern hat der Damm insgesamt eine Höhe von bis zu 69 Metern über der Gründungssohle.
Der ursprüngliche Stausee hatte ein Fassungsvermögen von 68 Millionen Kubikmetern. Mit einem Ausbaugrad von 230 % war das Speichervolumen deutlich größer als die jährliche Zuflussmenge und gilt damit als extremer Überjahresspeicher. Zur Erhöhung der Leistungsfähigkeit wurde Ende der 1950er Jahre das Einzugsgebiet vergrößert, indem über ein Beileitungssystem Wasser aus den benachbarten Tälern in die Talsperre geführt wird. Damit wurde das Einzugsgebiet von ursprünglich 53 km² auf 100,3 km² ausgedehnt. 1963 durfte das Stauziel um 60 Zentimeter erhöht werden, wodurch das Speichervolumen auf 70 Millionen Kubikmeter anstieg.

## Betriebseinrichtungen
Hauptzweck der Talsperre ist die Bereitstellung von Zuschusswasser für den Wasserverbrauch an der mittleren und unteren Ruhr. Die zentrale Steuerung der Wasserabgabe erfolgt durch die Talsperrenleitzentrale des Ruhrverbands in Essen. Daneben dient die Sperre dem Hochwasserschutz, um in Zeiten hoher Niederschläge oder bei Tauwetter mit Schneeschmelze die Hochwasserspitzen zu kappen. Daher muss im Winter ein Hochwasserschutzraum frei gehalten werden.
Obwohl die Talsperre hauptsächlich zur Wasserregulierung geplant war, wurde beim Bau bereits ein Pumpspeicherkraftwerk am Dammfuß errichtet, um die Wasserspiegeldifferenz von 56 Metern zur Stromerzeugung zu nutzen. Eine Kraftwerksleitung führt am rechten Hang zu zwei Francis-Turbinen mit horizontaler Welle mit jeweils 3,6 MW Leistung. Zur Minderung der Abflussspitzen der Turbinen von maximal 16 Kubikmetern pro Sekunde (m³/s) ist ein Ausgleichsweiher am Dammfuß angeordnet, der gleichzeitig als Zwischenspeicher für den nächtlichen Pumpbetrieb dient. Dabei können mit den beiden jeweils 3,2 MW starken Pumpen maximal 8 m³/s in den Stausee zurück gefördert werden. Die laufende Wasserabgabe in die Sorpe wird über eine separate Kaplan-Turbine vorgenommen, die bis zu 3,6 m³/s abführen kann. Das Kraftwerk erzeugt im Jahresmittel 11,5 GWh Strom und wird von der Lister- und Lennekraftwerke GmbH in Olpe, einer 100-prozentigen Tochtergesellschaft des Ruhrverbands, betrieben.
Ein Grundablass am linken Hang gestattet die eventuelle Entleerung, die über ein Ringkolbenventil geregelt werden kann. Als zweiter Verschluss dient ein Gehäuseflachschieber. 1982 wurde diese Leitung einschließlich der Ventile erneuert. Das ausgebaute Doppelventil steht als Anschauungsobjekt am Dammfuß vor dem Kraftwerk.
Am rechten Ufer befindet sich vor der Dammkrone das Hochwasserentlastungsbauwerk. Es führt nicht speicherbares Wasser schadlos ab und verhindert damit, dass die Dammkrone überströmt wird. Über eine 100 Meter lange feste Schwelle wird das Wasser in die Ablaufrinne geleitet, die an der Dammkrone in eine Kaskade mündet. Insgesamt 37 gestufte Becken folgen dem natürlichen Geländeverlauf am rechten luftseitigen Hang und münden nach rund 350 Metern am Dammfuß in einem Tosbecken, das in den Sorpeunterlauf übergeht. Die Längen der einzelnen Becken betragen zwischen 6 und 18 Meter bei einer anfänglichen Breite von 3 Metern. Nach unten hin nimmt die Breite zu und beträgt am Ende 18 Meter. Nach mehr als 80 Jahren Betriebszeit erfolgte seit dem Jahr 2020 eine grundlegende Sanierung der Bausubstanz, um die hydraulische Leistungsfähigkeit und Standsicherheit der gesamten Kaskade aus Bruchsteinmauerwerk sicherzustellen. Als erstes wurde der obere Bauabschnitt bearbeitet und bis zum Jahresende abgeschlossen. Der zweite Bauabschnitt mit dem unteren Teil folgt 2021.
An der Stauwurzel bei Amecke errichtete der RTV ein Vorbecken mit einem Dauerstau, um die im Zufluss mitgeführten Schwebstoffe zurückzuhalten. Gleichzeitig ergibt sich dadurch eine Verbesserung des optischen Eindrucks im Bereich der Stauwurzel, die ansonsten durch die schwankenden Wasserstände stark vom Trockenfallen geprägt ist. Daneben ist ein Vorbecken einfacher zu entleeren und von den abgelagerten Stoffen zu befreien.
Die zentrale Steuerung der Wasserabgabe in die Ruhr erfolgt durch die Talsperrenleitzentrale des Ruhrverbands in Essen. Durch den 1990 erfolgten Zusammenschluss von RTV und Ruhrverband, der im gleichen Verbandsgebiet die Abwasserreinigung für 2,2 Millionen Menschen betreibt, besitzt der Ruhrverband heute acht eigene Talsperren im Einzugsgebiet (siehe Navigationsleiste am Artikelende).

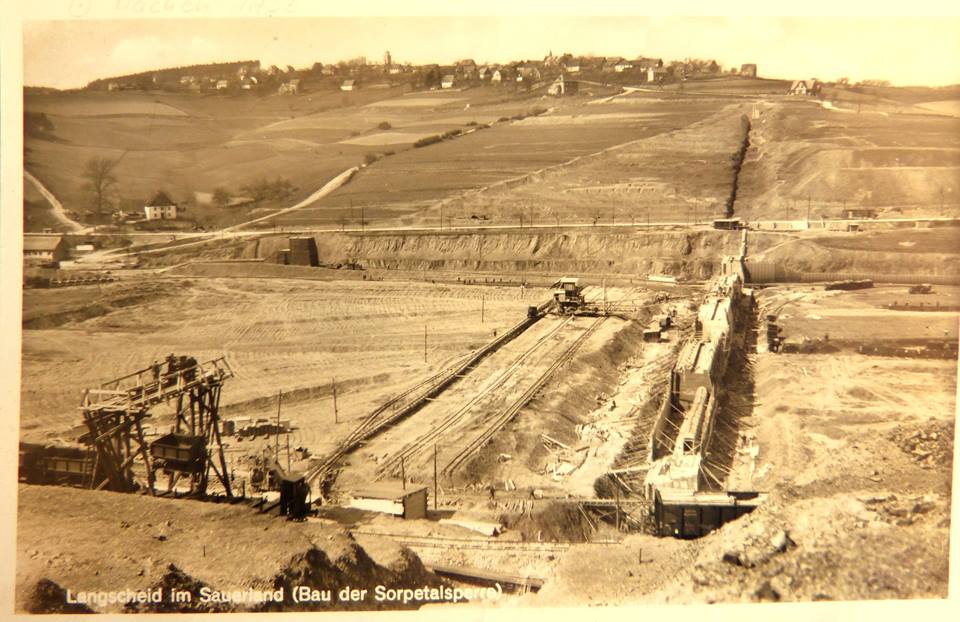
Bau der Kerndichtung 1926
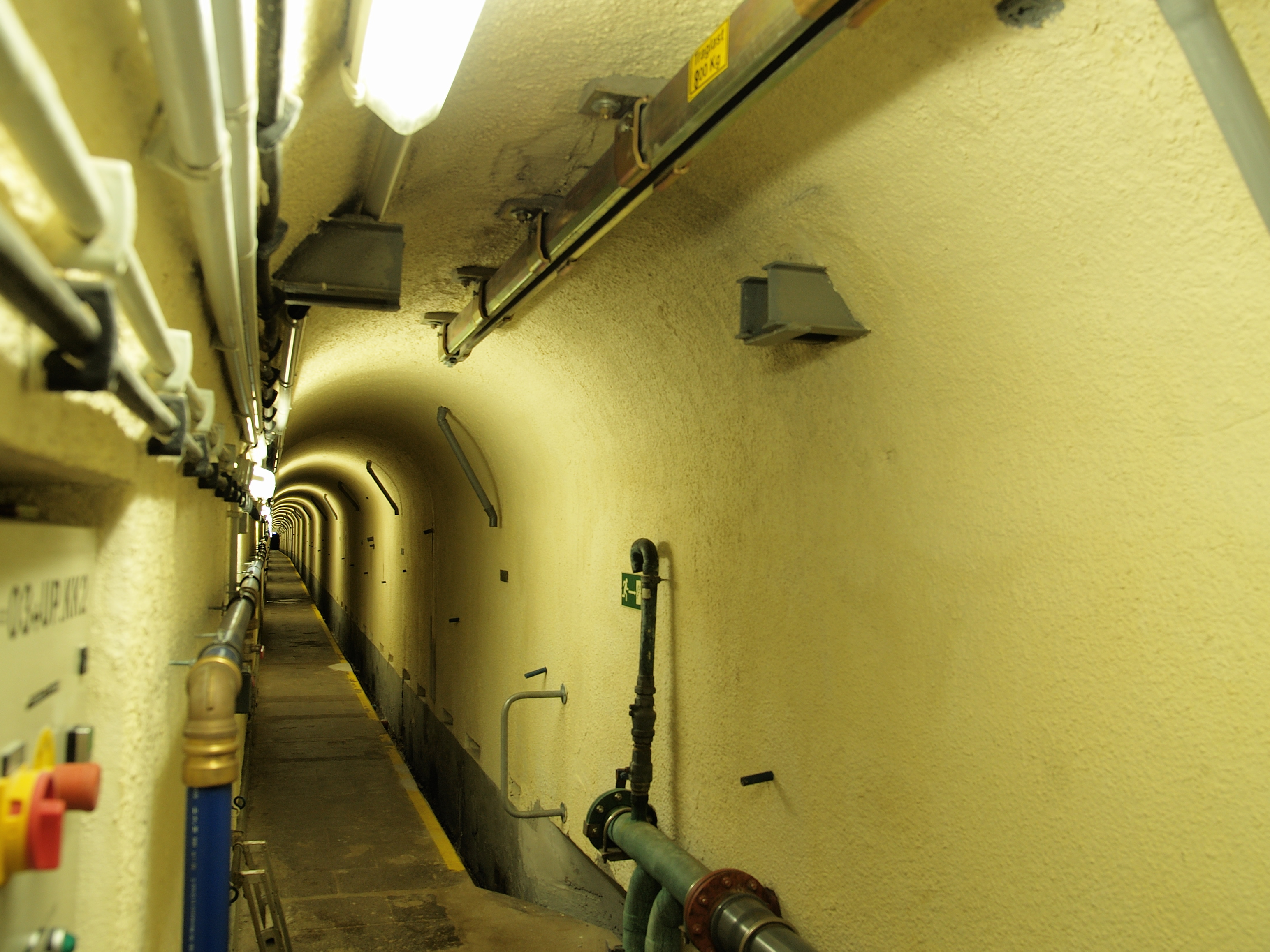
Blick in den Kontrollstollen
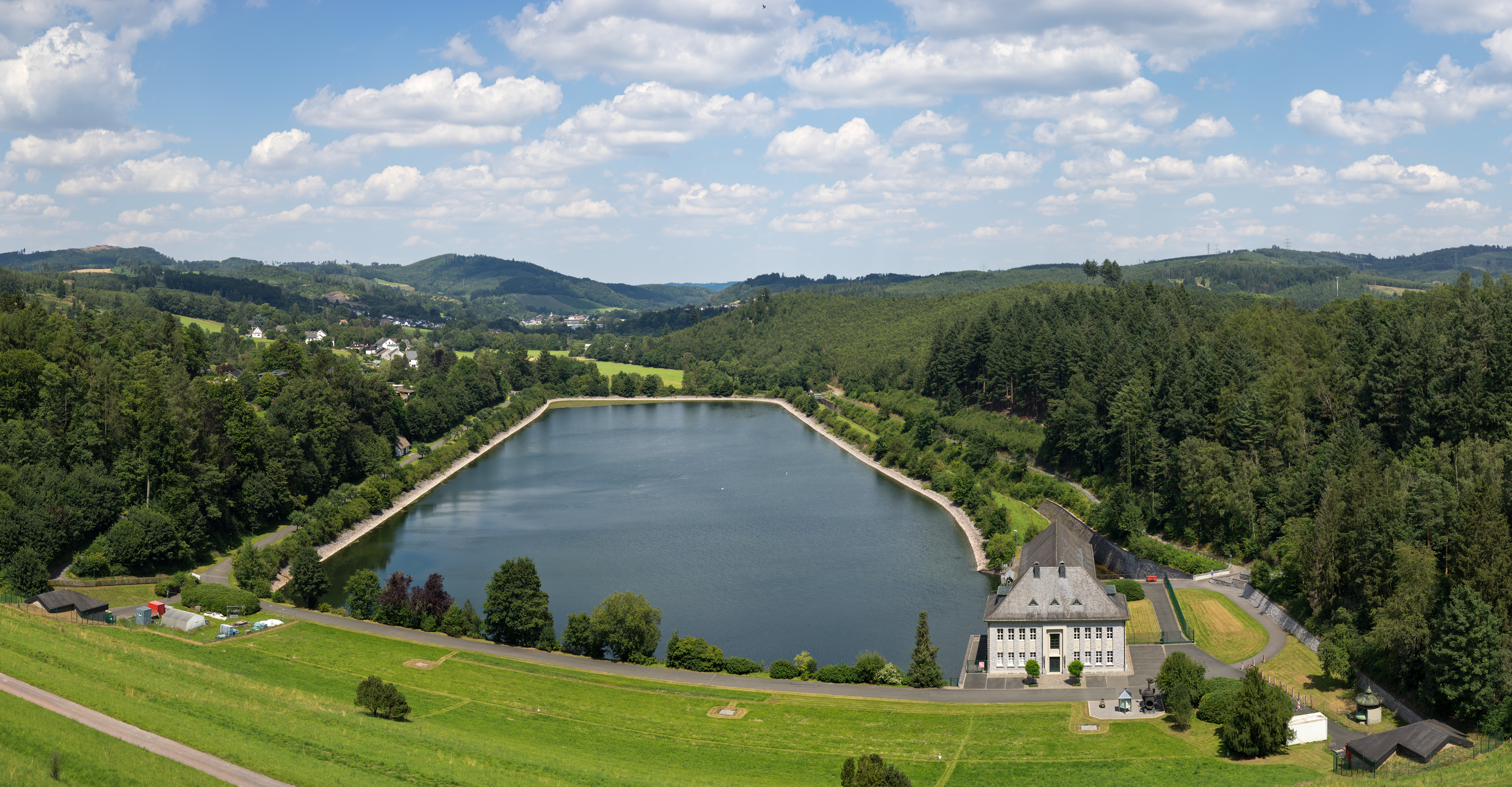
Ausgleichsweiher und Kraftwerk, Ansicht vom Staudamm
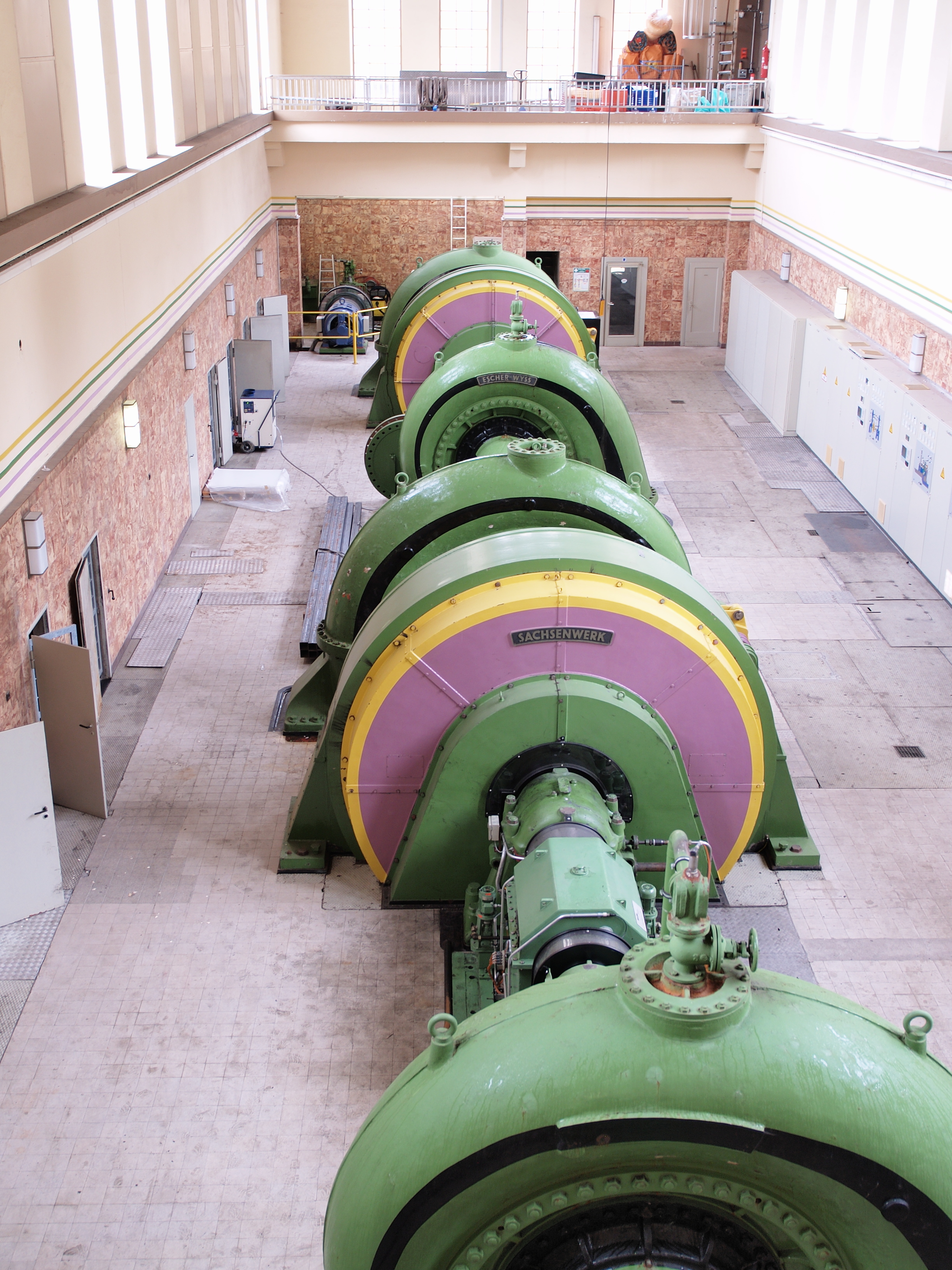
Blick ins Kraftwerk
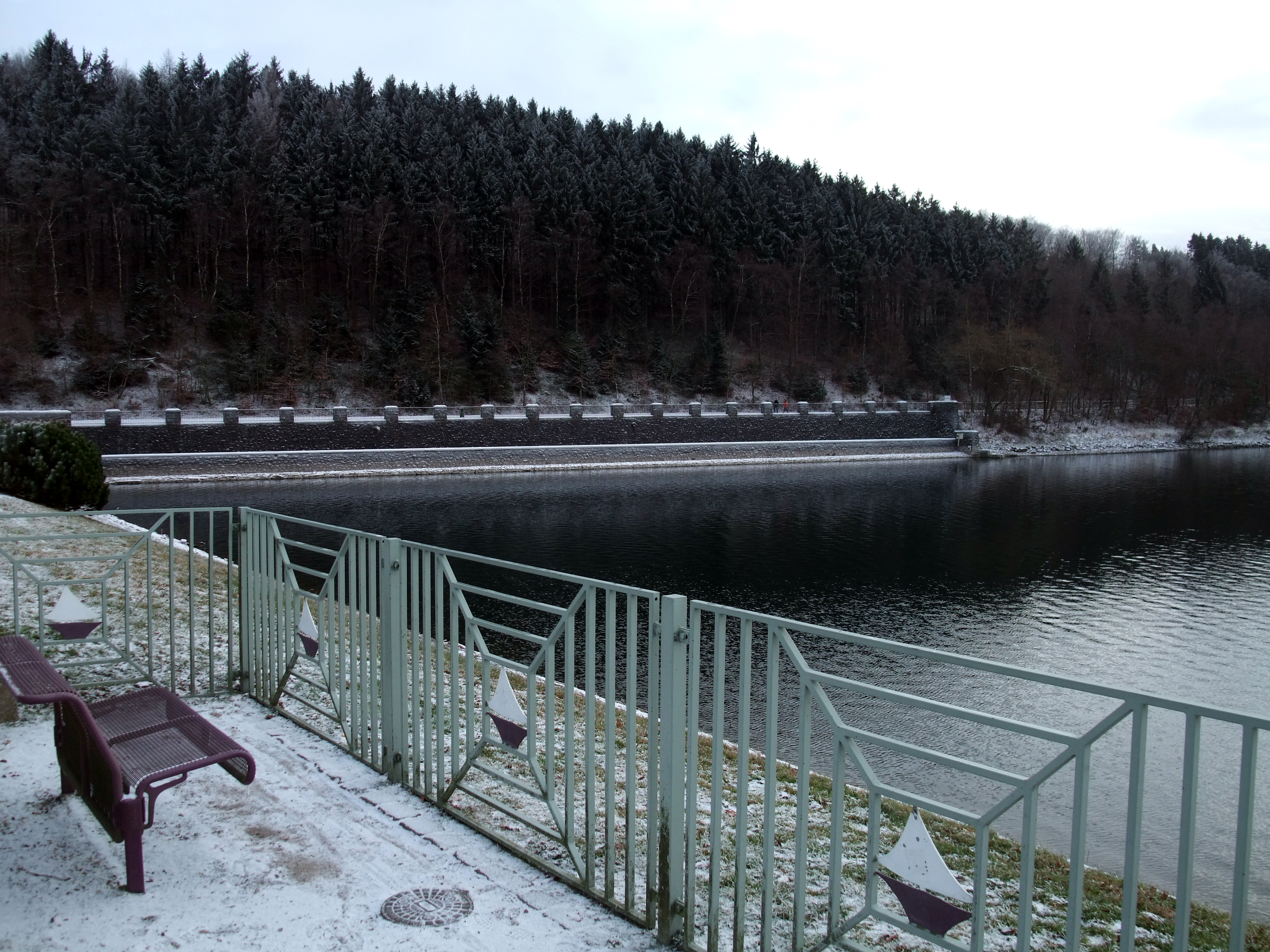
Schwelle der Hochwasserentlastung
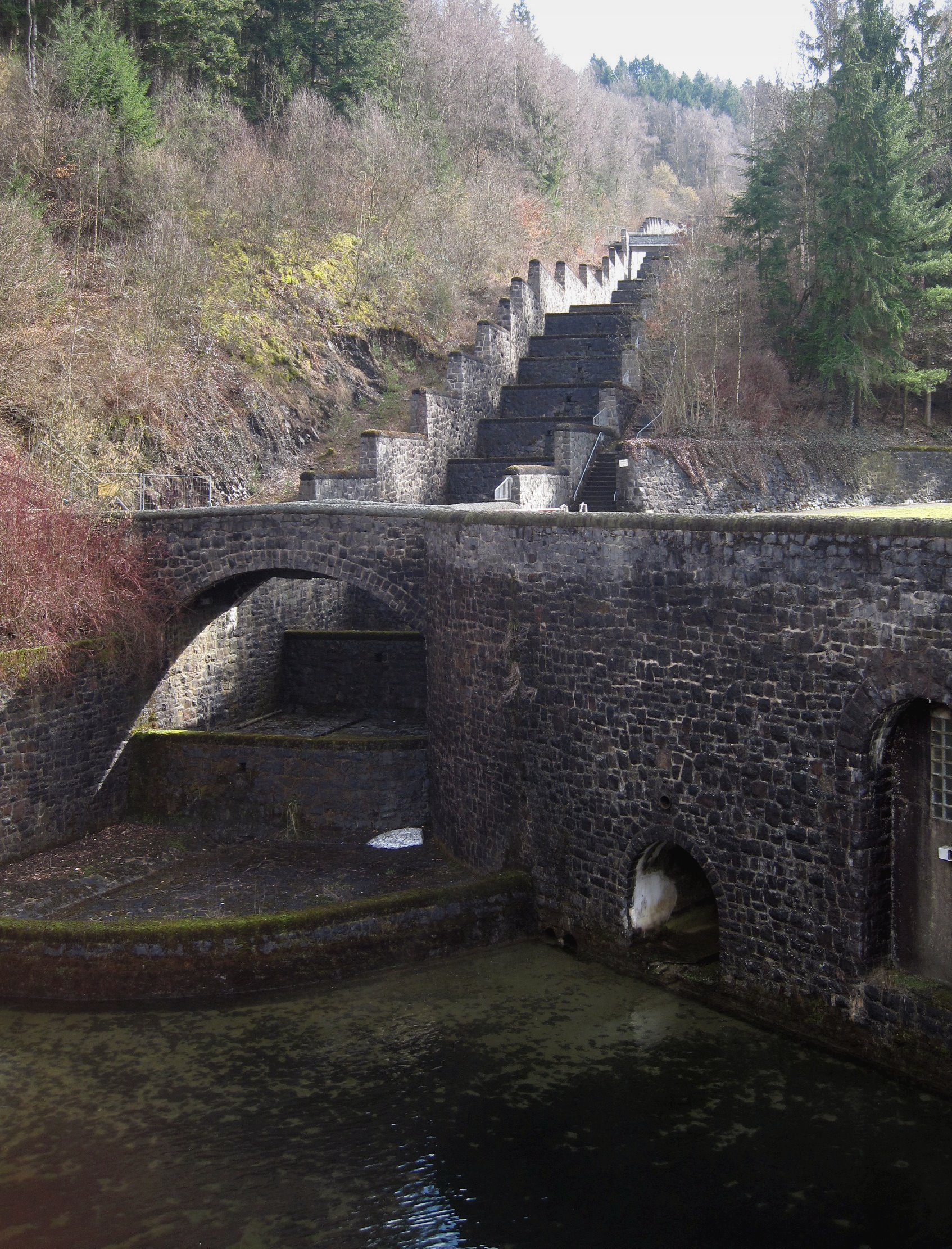
Kaskade der Hochwasserentlastung

## Zweiter Weltkrieg
Im Zweiten Weltkrieg war der Staudamm des Sorpesees in der Nacht vom 16. auf den 17. Mai 1943 ebenso wie die Staumauern der Eder- und der Möhnetalsperre im Rahmen der Operation Chastise Ziel von Bomber-Angriffen. Mit speziellen Rollbomben versuchte die No. 617 Squadron der britischen Royal Air Force mit Avro Lancaster Bombern, den Staudamm zu zerstören. Im Gegensatz zu den Talsperrenmauern an Möhne und Eder hielt der Damm den Angriffen stand und wurde nur wenig beschädigt. Ein erneuter britischer Angriff mit Lancaster Bombern am 15. Oktober 1944 mit zehn 5,4 Tonnen schweren Tallboy-Bomben im direkten Wurf schlug ebenfalls fehl, es entstanden lediglich mehrere Bombentrichter und wenig Wasser schwappte über.
Als Nachwirkung der Angriffe wurden 1951 Wassereinbrüche und Lehmausspülungen in den Sickerleitungen des Betonkerns festgestellt. Sofortige Zementeinpressungen konnten dies deutlich verringern. Als Ursache wurde die Grundablassleitung festgestellt, die vor dem Betonkern aufgrund der Bombenerschütterungen abgerissen war. Dies wurde durch Einziehen einer neuen Stahlrohrleitung beseitigt. Zur Beseitigung sämtlicher Kriegsschäden und Suche nach Blindgängern hätte aber die Talsperre vollständig abgelassen werden müssen. Dies war jedoch im genannten Zeitraum noch nicht möglich, da die Hennetalsperre als zweiter Stauraum im oberen Ruhrtal noch nicht wieder zur Verfügung stand. Erst 1959 konnten diese Arbeiten durchgeführt werden. Dabei wurde auch die Tallboy-Bombe vom zweiten Angriff entdeckt. Am 6. Januar 1959 wurde Langscheid komplett evakuiert. Nordrhein-Westfalens damaliger Cheffeuerwerker Walter Mietzke und Oberleutnant James M. Waters von den britischen Streitkräften entschärften die drei unberechenbaren Langzeitzünder (umgangssprachlich „Säurezünder“ genannt) der 3,6 Meter langen Bombe, die 2,5 Tonnen Sprengstoff enthielt.

## Route der Industriekultur

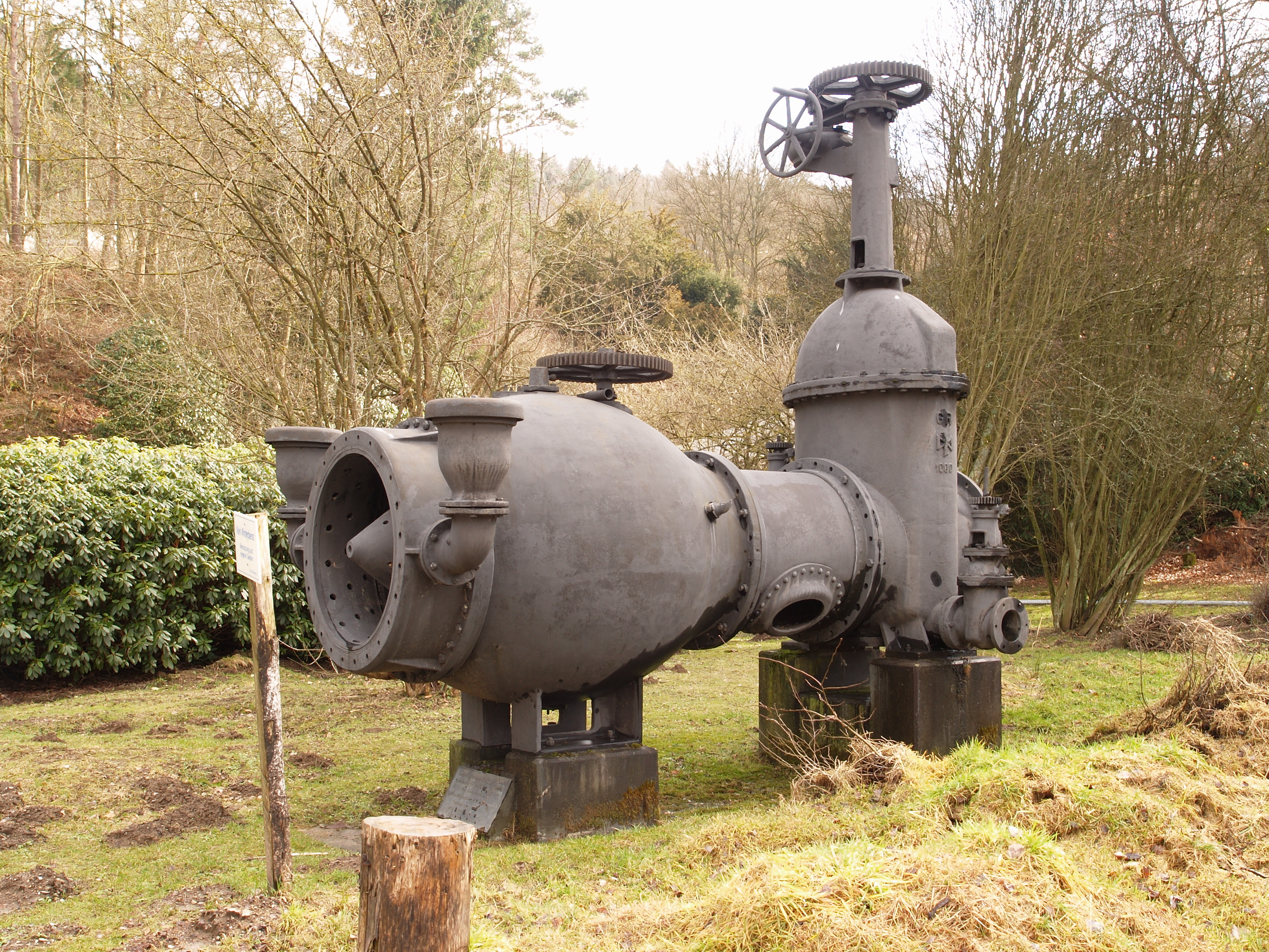
Ausgebautes Doppelventil neben dem Kraftwerk

Die Sorpetalsperre ist Bestandteil der Route der Industriekultur. Dabei handelt es sich eigentlich um ein Netz von verschiedenen Themenrouten zu einzelnen Bereichen der industriellen Entwicklung der vergangenen Jahrhunderte. Themenroute 12 befasst sich mit der Route der Industriekultur – Geschichte und Gegenwart der Ruhr, in der die Sorpetalsperre gelistet ist.
Seit 2017 ist der Sorpedamm mit seinen wichtigen Betriebseinrichtungen als Baudenkmal eingetragen, sodass alle Erhaltungsmaßnahmen mit den für die Einhaltung des Denkmalschutzes zuständigen Behörden abgestimmt werden müssen.

## Freizeitmöglichkeiten
Der Sorpesee bietet Freizeitmöglichkeiten wie Tauchen, Rudern, Segeln, Surfen, Beachvolleyball, Golf, Angeln, Wandern, Klettern und andere mehr, die von vielen Menschen aus dem Ruhrgebiet und den Niederlanden genutzt werden. Das Personenfahrgastschiff Sorpesee steht während der Touristensaison für Ausflugsfahrten zur Verfügung. Auf den anliegenden Campingplätzen befinden sich vier DLRG-Stationen; am Vorbecken (DLRG OG Amecke), Zeltplatz 4 (DLRG OG Arnsberg), Zeltplatz 2 (DLRG OG Sundern) und am Strandbad (DLRG OG Langscheid), sowie auf Zeltplatz 3 eine DRK-Station.
2005 wurde entlang des Westufers zwischen den Ortschaften Sundern-Amecke und -Langscheid der parallel zur Uferstraße verlaufende Sorperandkanal gebaut. Der Kanal führt das oberhalb der Talsperre anfallende Schmutzwasser zu einer unterhalb liegende Kläranlage, um die Talsperre vor Verschmutzungen und Nährstoffen zu schützen. Dabei entstand auf der Trasse ein neuer baulich abgetrennter Rad- und Gehweg.

## Fische im See
Durch Besatzmaßnahmen des Ruhrverband kommen in See die Fischarten Aal, Flussbarsch, Brachse, Blaufelche, Hecht, Karpfen, Seeforelle, Seesaibling, Zander, Rotauge, Wels, Kleine Maräne und der Kamberkrebs vor.

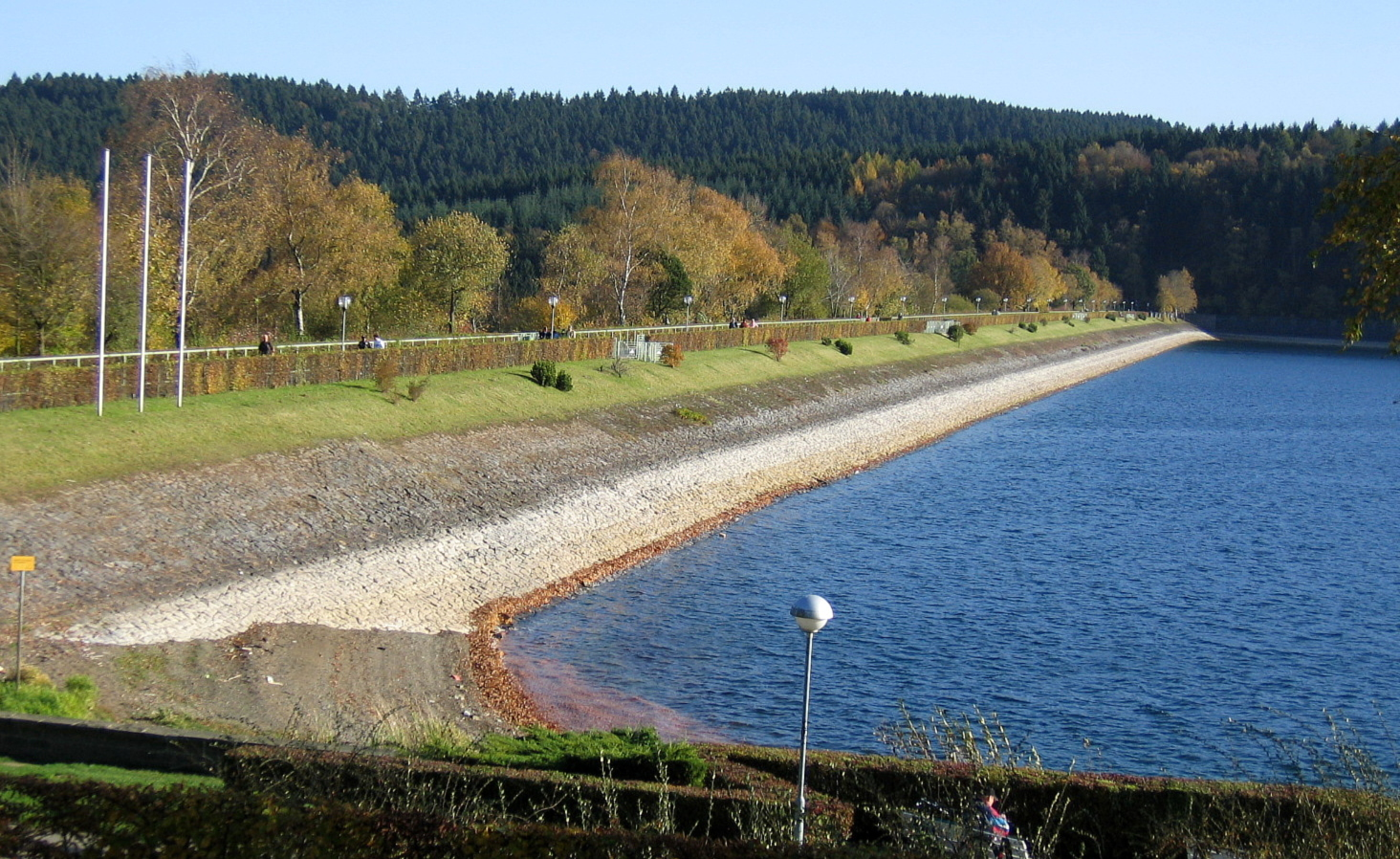
Staudamm mit 700 m Kronenlänge
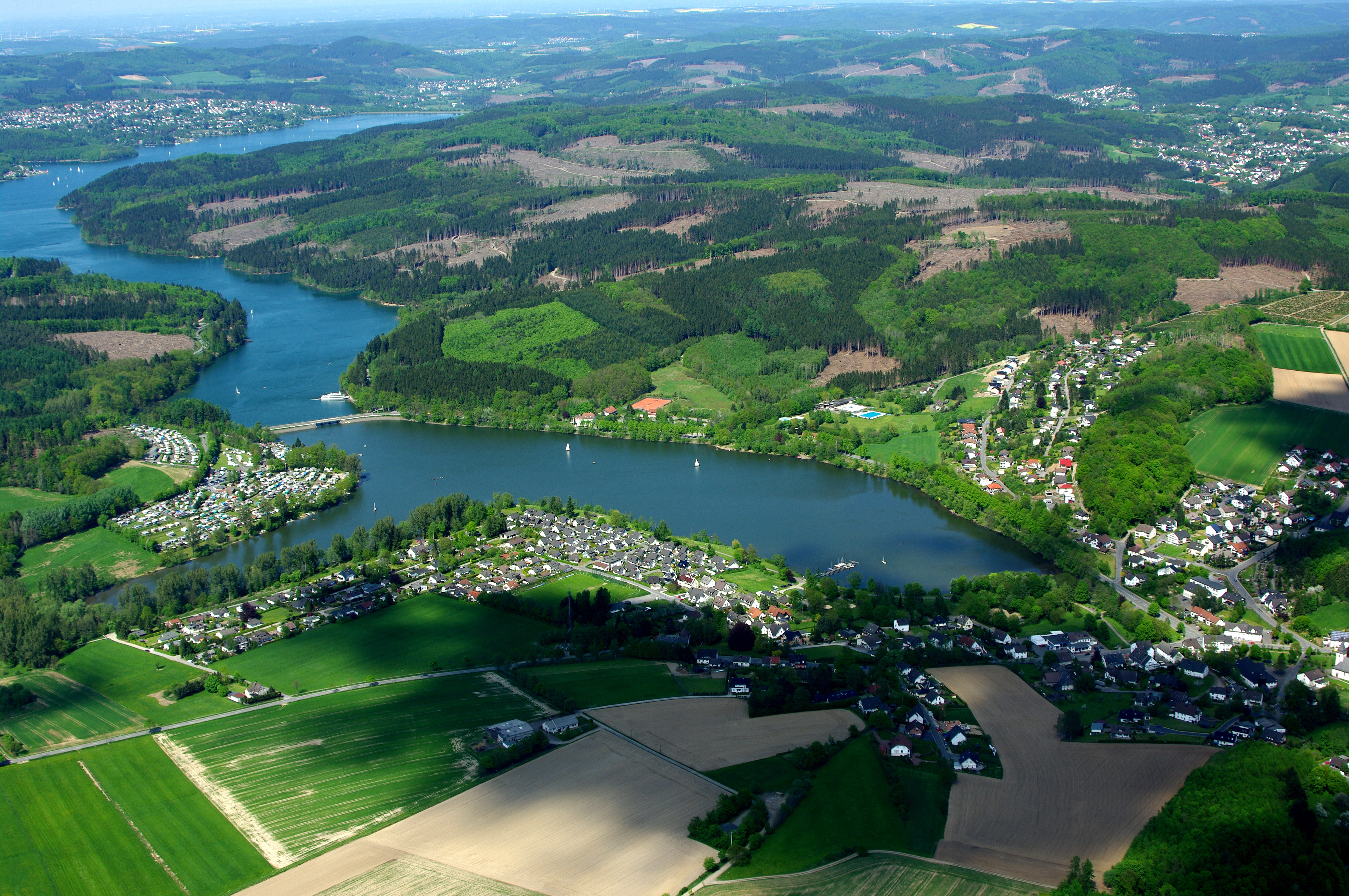
Vorbecken Amecke mit Sperrdamm
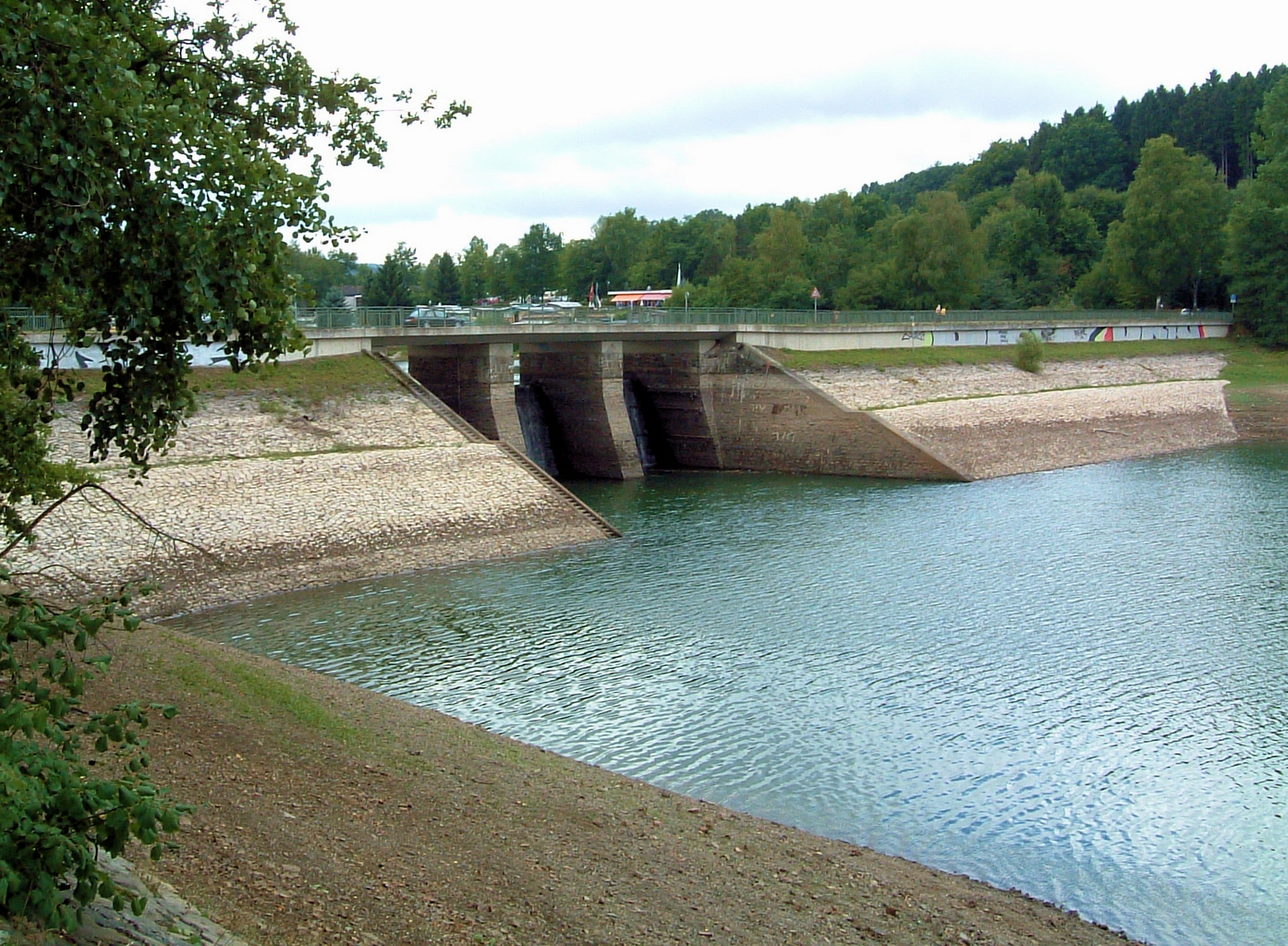
Vordamm Amecke
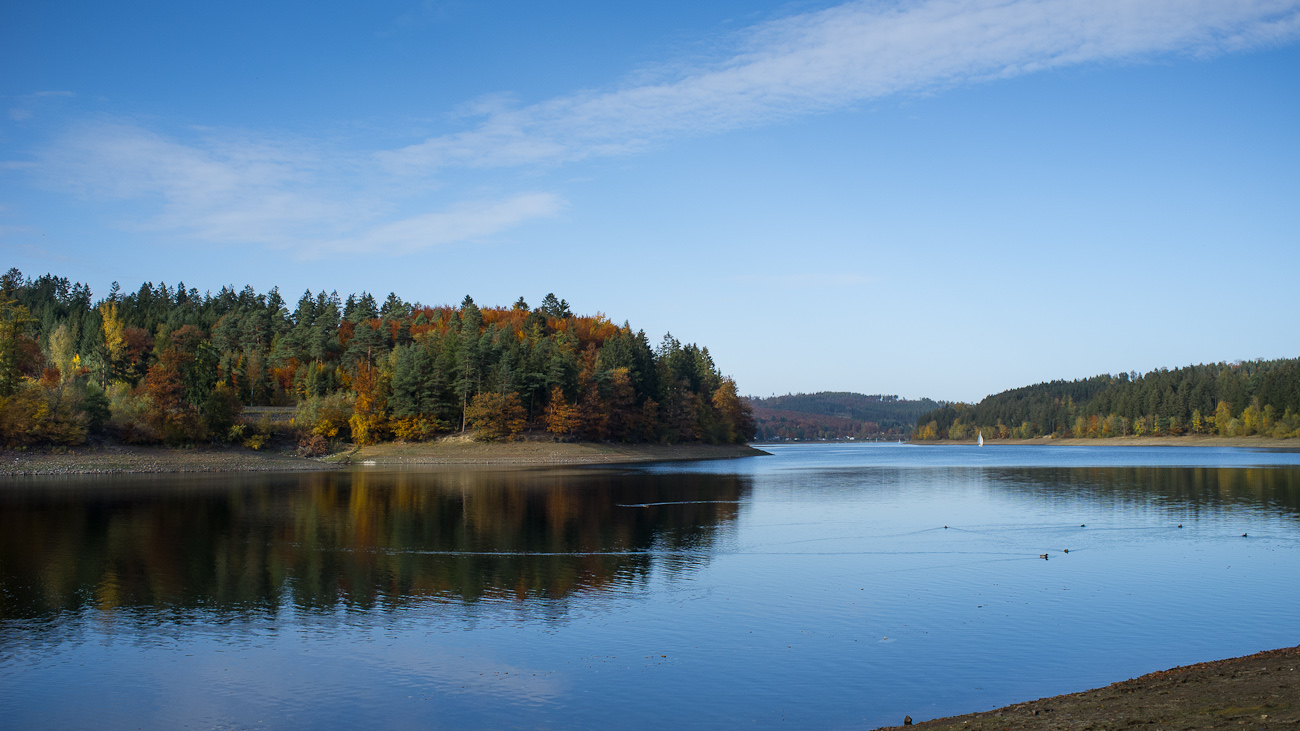
Sorpesee
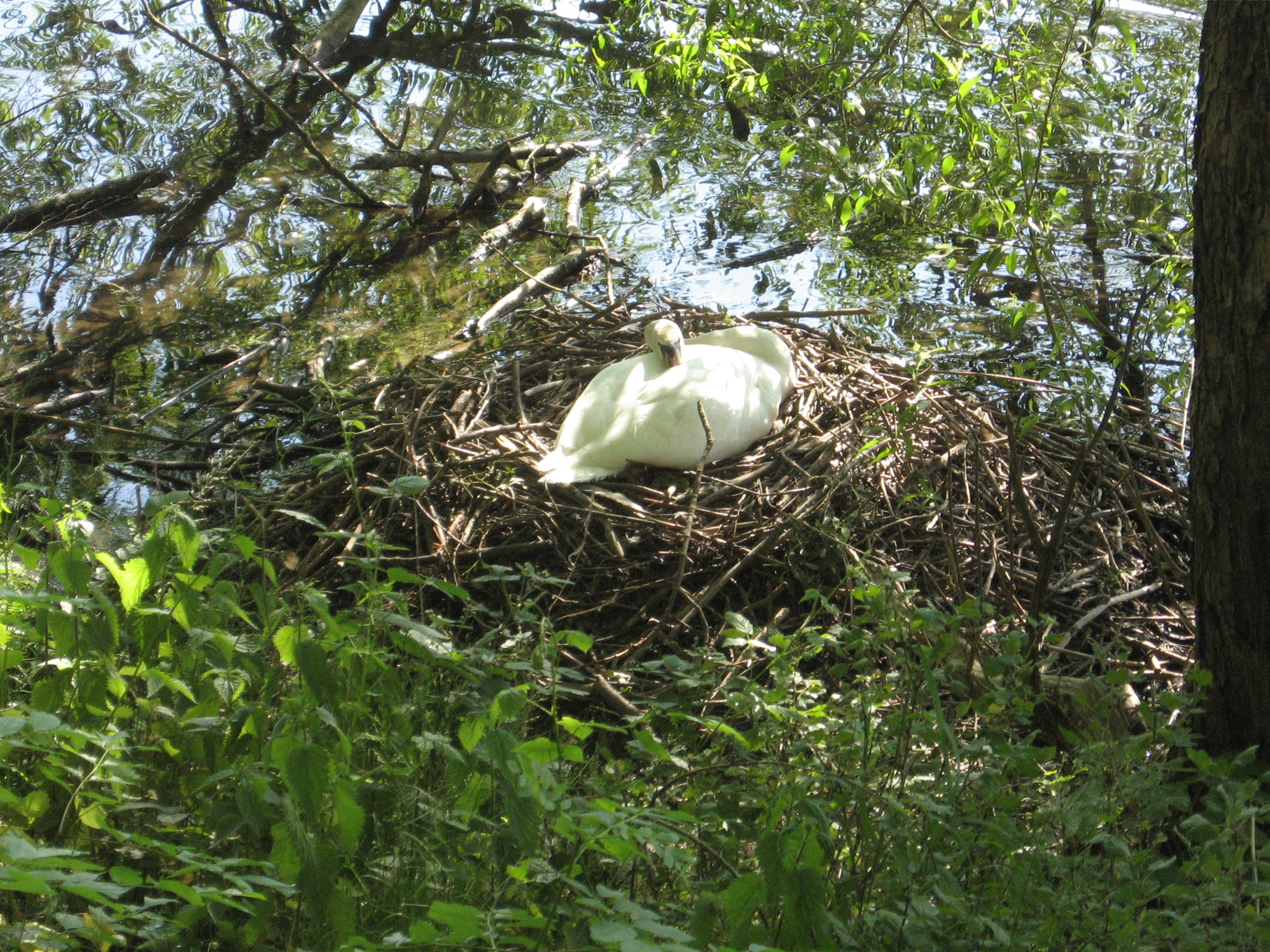
Brütender Höckerschwan am Vorbecken des Sees